# Histoire de l'Aude
Pour un article plus général, voir Aude (département).
 (mai 2025).
Si vous disposez d'ouvrages ou d'articles de référence ou si vous connaissez des sites web de qualité traitant du thème abordé ici, merci de compléter l'article en donnant les références utiles à sa vérifiabilité et en les liant à la section « Notes et références ».
L'histoire de l'Aude remonte au paléolithique, elle a été traversée par l'occupation romaine, chamboulée par les guerres de religion et le catharisme dont le souvenir est encore très présent dans la culture locale.

## Les premiers hommes

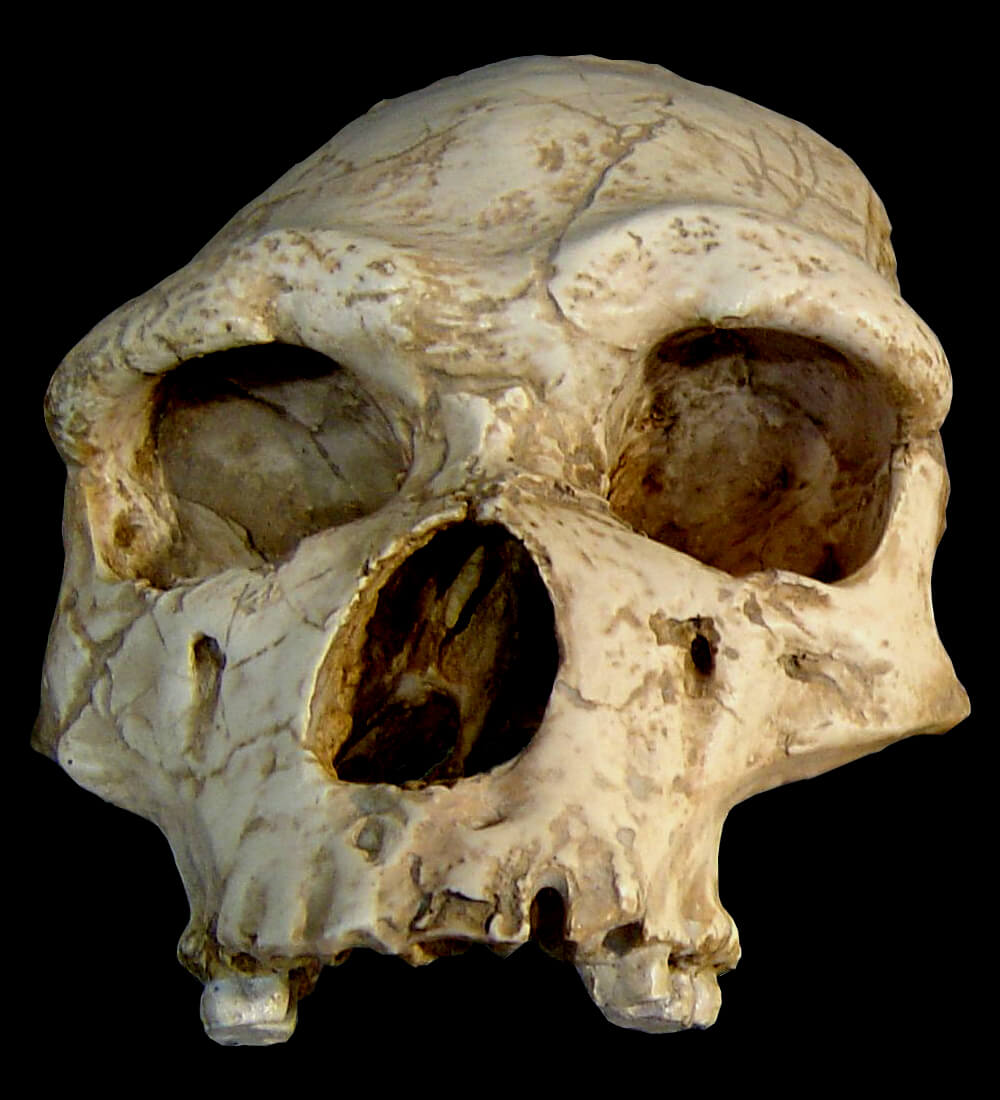
Crâne de l'Homme de Tautavel découvert à Tautavel, non loin de l'Aude

Des traces humaines sont trouvées dans le département vers 1500000 av. J.-C.sous forme de percuteurs et d'outils travaillés sur la butte de Grazailles à Carcassonne. Mais la découverte la plus intéressante est celle du crâne de l’homme de Tautavel faite par Henry de Lumley sur la commune de Tautavel dans les Pyrénées-Orientales. C’est le plus vieux crâne connu en Europe. Il date d’environ 450000 av. J.-C. L'homme de Tautavel vivait vraisemblablement dans toute la région.
D’autres traces sont visibles dans les grottes près de Gruissan ou Port-la-Nouvelle. Mais c’est entre 6 000 et 1800 av. J.-C. que l’on commence à trouver des monuments religieux comme la sépulture mégalithique de Russol ou les menhirs de Counozouls, Malves et Fournes-Cabardès. À l’âge du bronze, la Montagne Noire devient un centre économique avec l’extraction du minerai. Des échanges commencent avec le pourtour méditerranéen. À l’âge du fer, les échanges s’amplifient et s’étendent vers l’Italie, la Grèce et l’Espagne.
À cette époque, le territoire du département de l’Aude appartient à la confédération des Volques Tectosages. C’est un peuple celte qui s’installe dans la vallée de la Garonne et qui est à l’origine de la ville de Toulouse. Ils succèdent aux Élysiques avant l’arrivée des Romains.

## La période gallo-romaine
Les romains dirigés par le général-consul Domitius Ahenorbarbus s’installent tout d’abord à Narbonne en 118 av. J.-C. sur l’oppidum de Montlaurès qui devient la capitale de la province et un port marchand très actif. L’emplacement est stratégique puisqu’il se situe au carrefour de la voie Aquitania et la voie Domitia ainsi qu’en bord de mer et près de l’embouchure de l’Aude. Carcassonne devient latine en 30 av. J.-C. avec de nombreuses exploitations agricoles céréalières. Pendant près de deux siècles, le territoire de l’Aude est en paix et l’économie de la région se développe très fortement.
L’agriculture est dominante avec la culture du blé et permet le développement de l’artisanat et du commerce. Les vignobles apparaissent dans le pays audois et le vin est commercialisé dans tout le pays latin. Enfin, les gisements de minerais de la montagne noire connaissent une importante activité. Mais l’Empire romain tombe en déclin et la région connait des invasions dès l’an 250.

## Diverses occupations
Les Wisigoths envahissent le pays en 435 alors que Flavius Aétius, sénateur romain, est occupé à réprimer les bagaudes, des brigands de la Gaule. En 507, la bataille de Vouillé remportée par Clovis lui permet de conquérir Toulouse et l’Aquitaine mais il ne peut récupérer le territoire de l’Aude qui reste aux mains des Wisigoths, grâce au secours du roi des Ostrogoths, dont les troupes battent le fils du conquérant franc en 508. La région fait alors partie de la Septimanie, ainsi appelée car elle se compose de sept évêchés que les rois wisigoths y avaient établis : Elne, Agde, Narbonne, Lodève, Béziers, Maguelonne et Nîmes. La Septimanie recouvre l’Aude mais aussi toute l'ancienne région Languedoc-Roussillon.
Au VIIIe siècle, le roi des Burgondes tente de 585 à 588 par trois tentatives de récupérer le pays carcassonnais mais échoue. Par contre, les Arabes envahissent la région en 716. Ils sont chassés par le duc d’Aquitaine, Eudes. En 759, les carlovingiens soumettent Narbonne et Carcassonne jusqu’en 762.

## Mise en place des comtés
En 817, Louis le Débonnaire détache le Carcassès et le Razès de la Septimanie pour les réunir au comté de Toulouse et au royaume d'Aquitaine. Le premier comte de Carcassonne, Oliba, de la famille des comtes de Barcelone, est alors mis en place en 819. Le Razès est un autre comté formé par un archevêque de Narbonne, chassé de sa ville par les Sarrasins. Il y avait transporté son siège épiscopal et avait procuré à ce petit pays les honneurs du titre féodal. Narbonne forme un troisième comté. Ainsi, le territoire du département de l’Aude est formé au IXe siècle de trois comtés : le comté de Carcassonne, le comté du Razès et le comté de Narbonne. En 880, le comté du Razès est uni par un mariage à celui de Carcassonne pour n’en être plus jamais séparé.
Durant l’époque carolingienne, de nombreuses abbayes sont construites comme celle de Lagrasse, de Saint-Papoul, de Saint-Hilaire, de Saint-Polycarpe, de Villelongue ou de Montolieu. On observe le développement de nombreuses paroisses avec la mise en place d’un pouvoir ecclésiastique.
Les seigneuries locales s’installent peu à peu dans le département de l’Aude et le pouvoir carolingien disparait. En 904, le comté de Carcassonne est détenu par le comte Arnaud. Il a trois fils auxquels il partage ses États. L’aîné est comte de Carcassonne sous le nom de Roger Ier, et a à son tour trois fils, dont le second, Bernard-Roger de Foix est le premier comte de Foix. Roger III meurt sans enfants en 1067 et institue son comté pour son héritière sa sœur Ermengarde. Cette dernière s’empresse de se donner un premier protecteur en épousant Raymond-Bernard Trencavel, vicomte d’Albi et de Nîmes, et un second protecteur en vendant la suzeraineté du comté de Carcassonne et du Razès à son parent, le comte de Barcelone.

## Le catharisme dans l'Aude
Au XIIIe siècle, la région connait le développement du catharisme. Cette religion est très vite jugée comme hérétique par l’Église catholique. Et face à son implantation profonde dans les comtés de Carcassonne et de Toulouse, le pape Innocent III lance en 1209 la croisade contre les Albigeois. Les barons du nord s’unissent pour former l’armée des chevaliers croisés sous les ordres de Simon de Montfort. Tandis que le comte Raymond VI de Toulouse reçoit l’absolution, le comte de Carcassonne affronte seul l’armée. La cité de Carcassonne devient le refuge de nombreux cathares.
Mais Carcassonne tombe le 15 août 1209 après la prise de Béziers. Raimond-Roger Trencavel, vicomte de Carcassonne, est condamné à l’enfermement pour trahison et les cathares se réfugient dans les châteaux dits cathares comme Quéribus, Peyrepertuse, Lastours ou Puilaurens. Les croisés s’attaquent tour à tour aux différents refuges puis attaquent le comte de Toulouse. Outre le comté de Carcassonne, ils gagnent le comté de Toulouse durant la bataille de Muret en 1213. Les terres sont partagées entre les lieutenants de Simon de Montfort.
En 1218, les seigneurs occitans tentent de reconquérir leurs terres et Simon de Montfort décède durant le siège de Toulouse le 25 juin 1218. Son fils Arnaud Amaury prend le contrôle de l’armée des croisés. Malgré quelques soubresauts occitans, les cathares sont persécutés via le traité de Meaux en 1229 et l’inquisition en 1233. Les derniers bastions, le château de Montségur et le château de Quéribus tombent respectivement en 1244 et 1255.
En 1258, le Languedoc est aux mains des capétiens et la défense de la frontière sud s’organise face au roi Jacques Ier d'Aragon. Les anciennes forteresses cathares de l’Aude servent de postes avancées. L’inquisition va faire trembler les Audois jusqu’en 1320. La répression, la terreur et la délation sont importantes et de nombreuses personnes sont tuées sur le bûcher. Le 24 août 1321, le dernier parfait Guilhem Bélibaste est brûlé vif à Villerouge-Termenès.

## La crise protestante et l’expansion économique du département
En 1561 des troubles religieux apparaissent à Carcassonne sous forme de crise protestante. Le duc de Henri Ier de Montmorency, gouverneur du Languedoc, rejoint les réformés en 1574. Côté catholique, le duc Anne de Joyeuse prend la tête de la ligue catholique. Henri II de Montmorency est défait lors de la bataille de Castelnaudary en septembre 1632 par les troupes royales, puis condamné à mort et exécuté à Toulouse.
En 1659 le traité des Pyrénées repousse la frontière à la ligne de crête des Pyrénées, provoquant l’abandon des forteresses royales de l’Aude. La fin du conflit avec l’Espagne permet un essor économique de la région. Au XVIIe siècle, Pierre-Paul Riquet creuse, sous l’autorité de Colbert, le canal royal de Languedoc (canal du Midi) entre la mer Méditerranée et Toulouse, en traversant l’Aude d’est en ouest. Ce moyen de communication majeure permet le développement de l’économie textile, du minerai, des céréales et du vin. Jusqu’à la Révolution, les pays audois s’enrichissent.

## La création du département

Carte de l'Aude (1790)

Le département est créé à la Révolution française, le 4 mars 1790, en application de la loi du 22 décembre 1789, à partir d’une partie de l’ancienne province du Languedoc.
Les députés des trois sénéchaussées de Carcassonne, Limoux et Castelnaudary s’accordent pour réclamer des changements quel que soit l’ordre auquel ils appartiennent.
La majorité des sociétés populaires créées dans les communes se rattache au Club des Jacobins, de préférence au Club des Cordeliers. Le département de l’Aude apparait le 29 janvier 1790.
Les divisions administratives sont modifiées par la loi du 28 pluviôse an VIII (17 février 1800), qui crée quatre arrondissements et ramène le nombre de cantons de 45 à 31.
De 1791 à 1793, les six districts (Castelnaudary, Carcassonne, Narbonne, Lagrasse, Limoux et Quillan) du département de l'Aude fournissent neuf bataillons de volontaires nationaux.

## LeXXesiècle
L’Aude connait une forte production viticole tandis que les céréales du Lauragais éprouvent de grandes difficultés. Mais le département subit la surproduction et la mévente du vin. En 1907, sous l’impulsion de Marcelin Albert et du maire de Narbonne, Ernest Ferroul, la crise viticole se transforme en révolte des vignerons. Cela se traduit par la création à partir de 1909 de nombreuses caves coopératives audoises.